# Gruppo di NGC 1512
Il Gruppo di NGC 1512 comprende tre galassie situate nella costellazione dell'Orologio e dell'Eridano.
La distanza media tra il centro di massa di questo gruppo e la nostra Via Lattea è di circa 40 milioni di anni luce (12,3 Mpc).

## Membri
Le galassie componenti il gruppo, nell'ordine indicato nell'articolo di Garcia del 1993, sono elencate nella tabella sottostante.
| Nome     | Costellazione | Classificazione | Tipo                | RA (J2000.0)  | DEC (J2000.0) | Velocità radiale (km/s) | Magnitudine apparente | Distanza (Mpc) | Dimensioni (kal) |
| -------- | ------------- | --------------- | ------------------- | ------------- | ------------- | ----------------------- | --------------------- | -------------- | ---------------- |
| NGC 1487 | Eridano       | Sm              | Spirale magellanica | 03h 55m 46.1s | -42° 22′ 05″  | 848 ± 1                 | 11,6                  | 11,7 ± 0,1     | 121              |
| NGC 1510 | Orologio      | SA0^0^ pec?     | Lenticolare         | 04h 03m 32.6s | -43° 24′ 00″  | 913 ± 10                | 13,0                  | 12,8 ± 0,9     | 125              |
| NGC 1512 | Orologio      | SB(r)a          | Spirale barrata     | 04h 03m 54.3s | -43° 20′ 56″  | 898 ± 3                 | 10,3                  | 12,5 ± 0,9     | 213              |

Il sito DeepskyLog permette di trovare agevolmente le costellazioni in cui sono situate le galassie; in alternativa si possono utilizzare le coordinate delle galassie per individuarle. Se non altrimenti indicato, le coordinate sono quelle fornite dal sito NASA/IPAC (National Aeronautics and Space Administration / Infrared Processing and Analysis Center).